# هوراس لاوسون هانلی

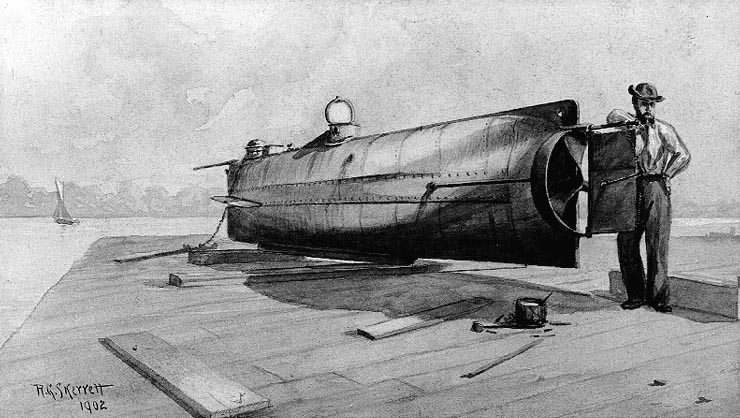
زیردریایی هانلی، ۱۹۰۲ میلادی.

هوراس لاوسون هانلی (درگذشته ۱۸۶۳ در سن ۴۰ سالگی)، مخترع و مهندس دریایی ایالات مؤتلفه آمریکا بود که نخستین زیردریایی جنگی جهان با نام سی‌اس‌اس هانلی را ساخت که او و هفت تن از کارکنان آن در حین کار با آن درگذشتند.